# St Mary Bourne
St Mary Bourne is een civil parish in het bestuurlijke gebied Basingstoke and Deane, in het Engelse graafschap Hampshire met 1298 inwoners.